# La Valla-sur-Rochefort
La Valla-sur-Rochefort este o comună în departamentul Loire din sud-estul Franței. În 2009 avea o populație de 135 de locuitori.

## Evoluția populației
| An        | 1975 | 1982 | 1990 | 1999 | 2006 | 2009 |
| --------- | ---- | ---- | ---- | ---- | ---- | ---- |
| Populație | 171  | 138  | 150  | 121  | 130  | 135  |